# Old Friends
«Old Friends» — песня музыкального дуэта Simon & Garfunkel с их четвёртого студийного альбома Bookends (1968). На альбоме она переходит в следующую песню Bookends Theme (Reprise) с одной высокой, продолжительной с одной высокой, продолжительной мелодией на струнных. Песни «Old Friends» и «Bookends» были помещены на сторону Б сингла «Mrs. Robinson», выпущенного 5 апреля 1968 года компанией Columbia Records.

## О песне
«Old Friends» была записана после ухода ассистента Джона Саймона из Columbia и были одним из последних треков, записанных для Bookends, завершенный вместе с финальным «Bookends Theme» 8 марта 1968 года.

## Композиция
Песня рисует портрет двух стариков, вспоминающих годы своей молодости. Двое мужчин сидят «на скамейке в парке, как книжные подставки» и размышляют о том, как странно ощущать приближение конца своей жизни. В «Old Friends» название обычно передает вступление или окончание частей, и песня строится на «довольно свободной формальной структуре», которая сначала включает акустическую гитару и мягкое музыкальное настроение. В середине трека появляется дополнительный элемент: оркестровая аранжировка под управлением Джимми Хаскелла, в которой преобладают струнные и звуки колокольчиков. Струнные и другие инструменты добавляются, когда дуэт прекращает петь, создавая турбулентность, которая развивается до одной высокой, продолжительной ноты на струнных. Затем песня переходит в заключительную песню первой стороны альбома, Bookends Theme (Reprise).